# Conseil suprême des Antiquités égyptiennes
Le Conseil suprême des Antiquités égyptiennes (CSA) est l'organisme gouvernemental dépendant du ministère de la Culture égyptien, chargé du patrimoine culturel de l'Égypte jusqu'en 2011, date à laquelle il devient un ministère indépendant, le ministère des Antiquités égyptiennes (MSA).
Il est dirigé depuis 2016 par Khaled El-Anany. 

## Historique
L'institution a été créée par l'égyptologue français François Auguste Ferdinand Mariette sur l'ordre du vice-roi Saïd Pacha en 1858, selon les directives du décret édicté par Méhémet Ali le 15 août 1835. Depuis sa création, cette institution a pour rôle de surveiller les fouilles menées en Égypte et d'en diffuser les produits (initialement au musée de Boulaq, aujourd'hui au musée égyptien du Caire).

## Directeurs successifs

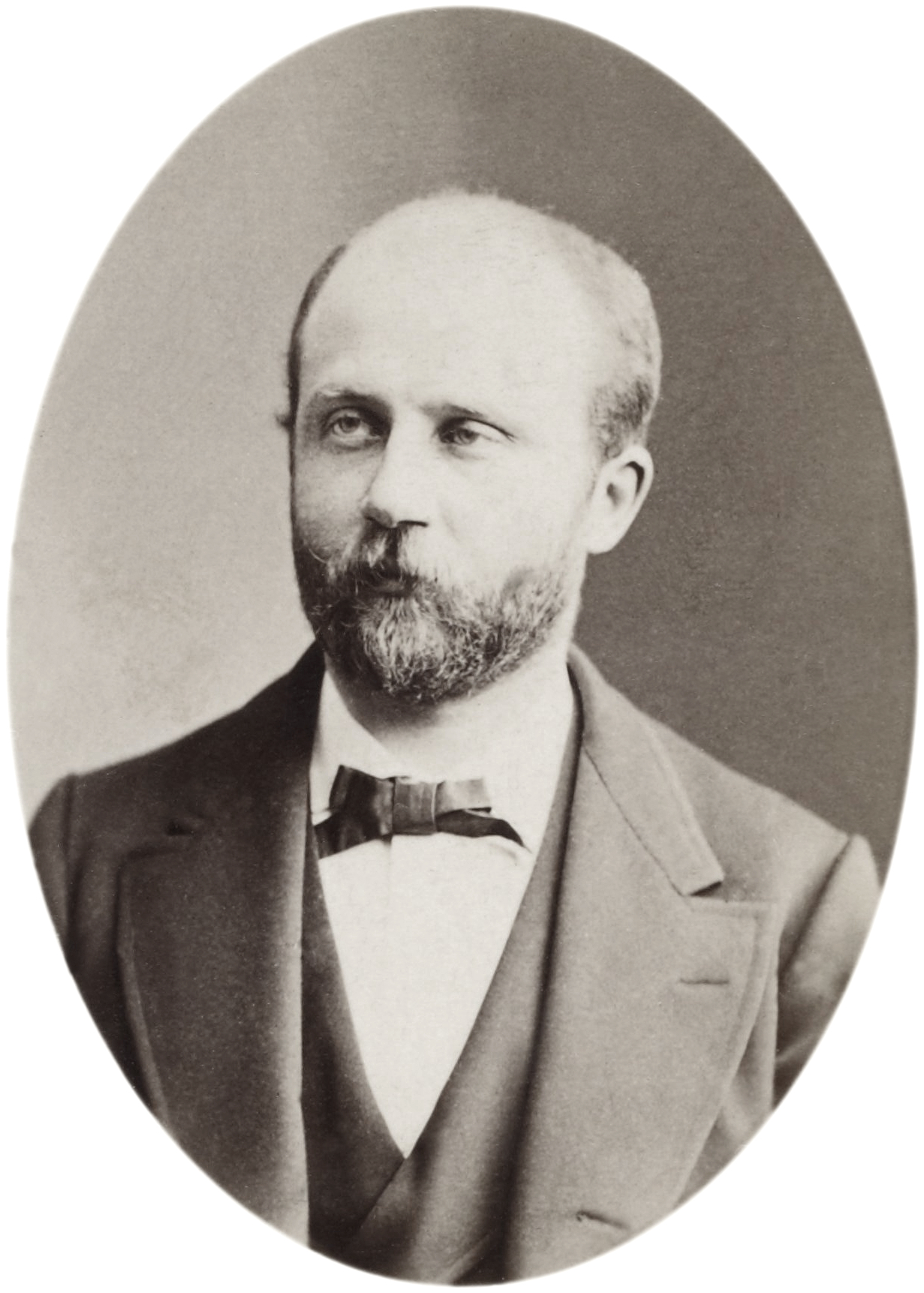
Gaston Maspero

Service de conservation des antiquités de l'Égypte
- 1858-1880 : Auguste-Édouard Mariette, créateur du service
- 1881-1886 : Gaston Maspero
- 1886-1892 : Eugène Grébaut

Service des antiquités de l'Égypte
- 1892-1897 : Jacques de Morgan
- 1897-1899 : Victor Loret
- 1899-1914 : Gaston Maspero (2e fois)
- 1914-1936 : Pierre Lacau
- 1936-1952 : Étienne Drioton
- 1953-1956 : Mostafa Amer
- 1956-1957 : Abbas Bayoumi
- 1957-1959 : Moharram Kamal
- 1959 : Abd el-Fattah Hilmy
- 1960-1964 : Mohammed Anwar Shoukry
- 1964-1966 : Mohammed Mahdi
- 1967-1971 : Gamal Mokhtar

Organisation des antiquités égyptiennes
- 1971-1977 : Gamal Mokhtar
- 1977-1978 : Mohammed Abd el-Qader Mohammed
- 1978-1981 : Shehata Adam
- 1981 : Fuad el-Oraby
- 1982-1988 : Ahmed Khadry
- 1988 : Mohammed Abdel Halim Nur el-Din
- 1989-1990 : Sayed Tawfik
- 1990-1993 : Mohammed Ibrahim Bakr

Conseil suprême des Antiquités égyptiennes
- 1993-1996 : Mohammed Abdel Halim Nur el-Din
- 1996-1997 : Ali Hassan
- 1997-2002 : Gaballa Ali Gaballa
- 2002-2011 : Zahi Hawass

Ministère des Antiquités égyptiennes
- juillet 2011 - septembre 2011 : Mohamed Abdel Fattah[1]
- 29 septembre 2011 - 7 mai 2013 :  Moustapha Amine[2]
- 8 mai 2013 - 16 juin 2014 : Ahmed Issa[3]
- 16 juin 2014 - mars 2016 : Mamdouh Mohamed Eldamaty[4]
- mars 2016 : Khaled El-Anany

## Publications
- Annales du service des antiquités de l'Égypte (ASAE)